# Chippewa Lake, Ohio
Chippewa Lake là một làng thuộc quận Medina, tiểu bang Ohio, Hoa Kỳ. Năm 2010, dân số của làng này là 711 người.

## Dân số
- Dân số năm 2000: người.
- Dân số năm 2010: 711 người.